# Nachbar

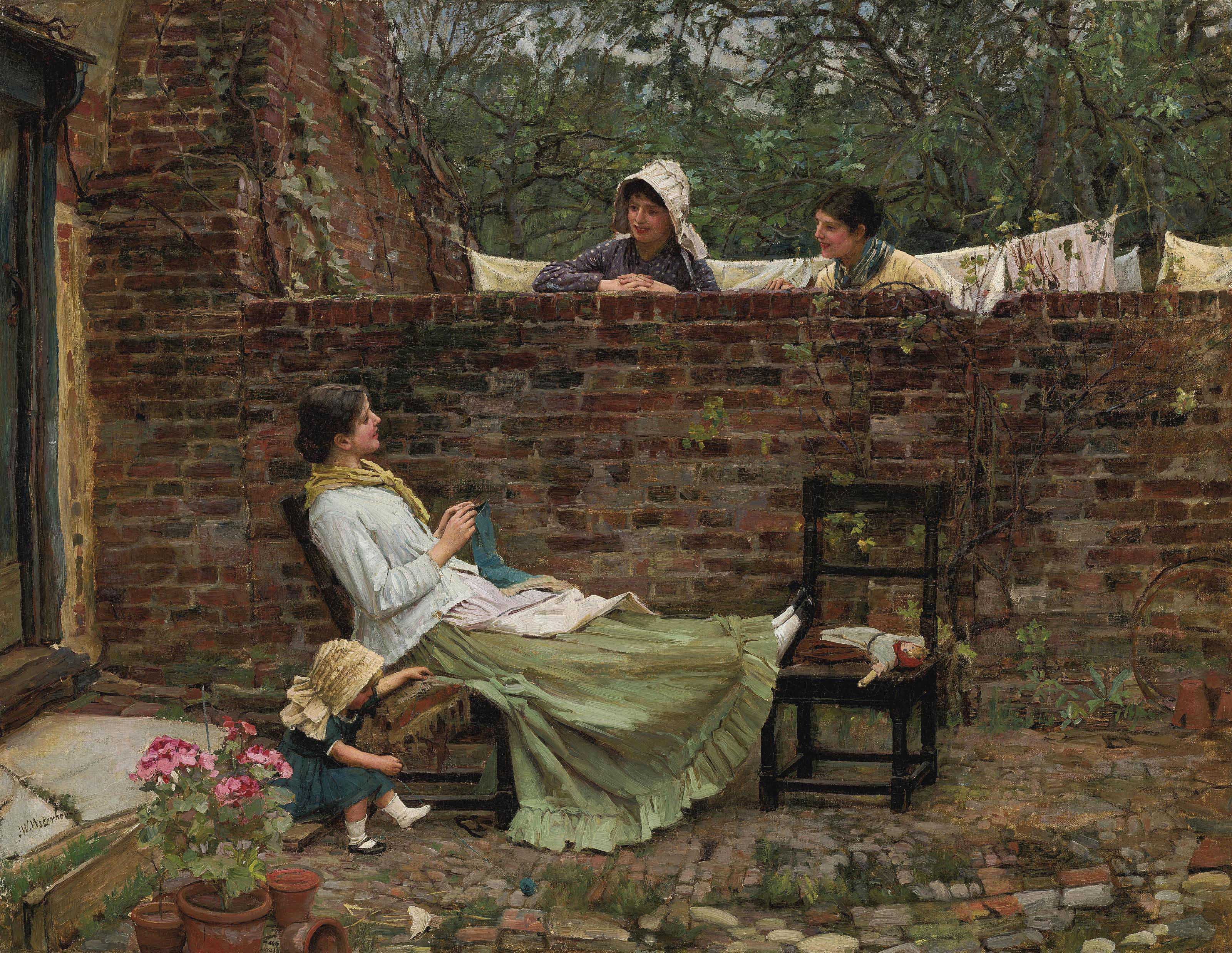
Good Neighbours, John William Waterhouse (1885)

Ein Nachbar ist eine Person, die sich unmittelbar im Umfeld der eigenen Wohnstätte aufhält. Dabei kann es sich um Hausbewohner in einem Mietgebäude handeln sowie um Personen, die die umliegenden Gebäuden bewohnen oder sich wenige Meter von der eigenen Wohnstätte entfernt niedergelassen haben (Anlieger). In einem weiteren Sinne spricht man auch bei angrenzenden Ortschaften von Nachbargemeinden.

## Wortherkunft
Das Wort Nachbar stammt vom althochdeutschen „nahgibur“ aus dem 8. Jahrhundert und bezeichnete den nächstwohnenden Bauern.

## Historische Bedeutung
Im 14. Jahrhundert stand das mittelhochdeutsche „nachbüre“ für Nahwohnender oder Anwohner. Damit war das Wort zunächst auf benachbarte Bewohner begrenzt.
In der frühen Neuzeit war der Nachbar nicht der Nebenan-Wohnende, sondern jeder Anwesenbesitzer, der als vollwertiges Mitglied der Dorfgemeinschaft mit allen Rechten und Pflichten aufgenommen war.

## Begriffsumfang
Die weit gefasste Definition erfasst heute nicht nur die in angrenzenden oder nächstgelegenen Gebäuden oder Wohnungen wohnenden Personen, sondern auch kurzfristig andauernde Nachbarschaften wie Büronachbarn, Tischnachbarn oder Thekennachbarn. Bei Wohnungsnachbarn werden nicht nur nebenan Wohnende erfasst, sondern auch darüber oder darunter Wohnende. Der Nachbar bezieht sich heute – vor allem in soziologischer Hinsicht – auf ein auf „räumlicher Nähe basierende[s] Sozialsystem“. In ländlichen Gebieten ist der Begriff meist viel weiter und umfasst zumindest die gegenüber und nebenan wohnenden Personen oder jene im Umkreis bis zu etwa 100 Metern. Außerhalb der Ortschaften kann der Umkreis auch bis zu einem Kilometer sein.
Im weiteren Sinn spricht man von Nachbarn auch bei angrenzenden Gemeinden („Nachbargemeinde“), Bundesländern oder Staaten, ja sogar bei den Planeten Venus, Mars oder der Nachbargalaxie des Andromedanebels.
Nachbarschaft ist in der soziologischen Theorie von Ferdinand Tönnies das Beispiel für eine „Gemeinschaft des Ortes“, der „allgemeine Charakter des Zusammenlebens im Dorfe“.
Die Politikwissenschaftlerin Nancy L. Rosenblum betrachtet in ihrem Buch Good neighbors die Nachbarschaftlichkeit und betont die Bedeutung nachbarschaftlicher Beziehungen für die Demokratie.